# 2654 Ristenpart
2654 Ristenpart è un asteroide della fascia principale del diametro medio di circa 20,52 km. Scoperto nel 1968, presenta un'orbita caratterizzata da un semiasse maggiore pari a 3,0475736 UA e da un'eccentricità di 0,0953271, inclinata di 7,46045° rispetto all'eclittica.